# Liptena catalina
Liptena catalina är en fjärilsart som beskrevs av Smith 1887. Liptena catalina ingår i släktet Liptena och familjen juvelvingar. Inga underarter finns listade i Catalogue of Life.